# Ромер, Владимир Эмилиевич
Влади́мир Эми́лиевич Ро́мер (1840—1907) — член Государственного совета Российской империи, помещик, предприниматель и банкир.

## Происхождение
Православного вероисповедания. Родился в 1840 году в Смоленской губернии. Его отец, Эмиль Павлович Ромер, приехал в Россию в 1822 году, до 1860-х годов управлял крупными имениями в Центральной и Южной России, а затем приобрёл собственное имение Богородицкое в Карачевском уезде Орловской губернии. Мать, Евросиния Михайловна Лызлова, была дочерью смоленского дворянина. Один из его братьев, Павел Эмилиевич (1835—1899), был известным математиком, профессором Киевского университета. Другой брат, Фёдор Эмилиевич (1838—1901) был известным писателем, публицистом и садоводом.

## Биография
В 1856 году окончил Новгород-Северскую гимназию, после которой в 1858 году сдал дополнительный экзамен по русскому законоведению при Орловской гимназии на право чина XIV класса. С этого времени стал жить в Орле, где посвятил себя по преимуществу банковскому делу. Бессменно в течение почти 35 лет, с 1872 по 1907 год, являлся директором и акционером Орловского коммерческого банка. Был крупным землевладельцем, в 1906 году в Орловской губернии ему принадлежало 745 десятин земли. Был женат, имел пятерых детей. В 1882—1906 годах Ромер — почётный мировой судья по Брянскому уезду Орловской губернии. С 1882 по 1906 год был избираем гласным по Брянскому уезду Орловской губернии. С 1883 по 1906 год он — почётный член Орловского губернского попечительства детских приютов. С 1887 года Владимир Эмилиевич участвовал в работе Брянского уездного по крестьянским делам присутствия. С 1889 года Ромер — почётный попечитель Орловского Александровского реального училища. С 1892 года он был директором Орловского детского Мариинского приюта. С 1893 по 1906 год Ромер выбирался гласным Орловской городской думы и губернского по земским делам присутствия. Был гласным уездного и Орловского губернского земских собраний. Личный дворянин, коммерции советник с 1898 года. Был председателем правления Южно-Русского промышленного банка и директором-распорядителем правления Московского товарищества Чернавских писчебумажных фабрик. С 1905 года он член Орловского союза законности и порядка. С 1909 года он акционер Соединённого банка. Состоял членом Орловского лесоохранительного комитета. 15 апреля 1906 года он был избран в члены Государственного совета Российской империи от Орловского земства. Примыкал к Правой группе. В 1906—1907 годах он был членом Финансовой комиссии.